# Jerome Bruner

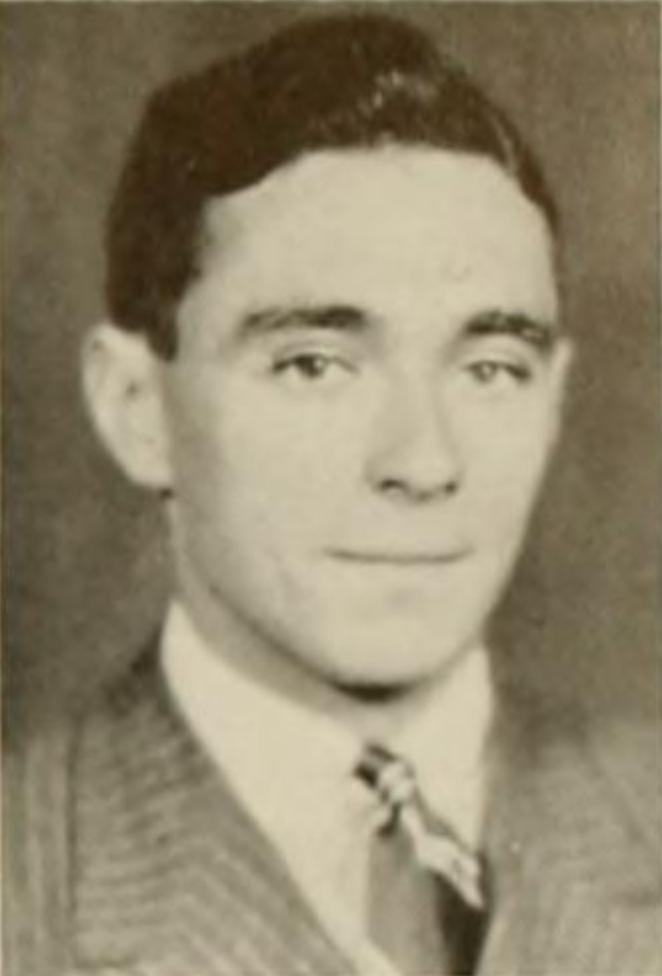
Bruner 1936 an der Duke University

Jérôme Seymour Bruner (* 1. Oktober 1915 in New York City; † 5. Juni 2016 ebenda) war ein US-amerikanischer Psychologe mit pädagogischen Interessen. Er leistete wichtige Beiträge zur kognitiven Lerntheorie und war ein Initiator für die sogenannte Kognitive Wende der Psychologie.

## Leben
Bruner wurde 1915 als jüngstes von vier Kindern polnisch-jüdischer Immigranten in einem New Yorker Vorort geboren. Seine Eltern waren Herman (1879–1927) und Rose (eigentlich Ruchla Bajla) Bruner, geborene Gliksman (1879–1957). Seine Mutter war in erster Ehe mit Szymon Pruskower (Pruskaujer) (1855–1900) verheiratet. Mit 16 Jahren kaufte Bruner mit Freunden zusammen ein motorisiertes Rennboot, an dem sie herumbastelten. 1932 gewannen sie damit das Rennen um Manhattan.
Ab seinem 18. Lebensjahr studierte Bruner an der Duke University Psychologie. 1937 schloss er dort das Studium mit dem Bachelor ab und ging nach Harvard, wo er vier Jahre später promovierte. Im Zweiten Weltkrieg arbeitete Bruner in der Psychological Warfare Division.
Nach dem Buch Process of Education (1960) wurde er als Mitglied des Educational Panel of the President's Science Advisory Committee unter John F. Kennedy und Lyndon Johnson berufen. Mit der Betonung, dass Bildung nicht im Faktenlernen bestehe, schrieb er in Process of Education, „zu wissen, wie etwas zusammengesetzt ist, ist Tausende von Fakten darüber zu wissen wert“. Von 1964 bis 1996 bemühte er sich ein komplettes Curriculum für das Bildungssystem zu entwickeln.
Im Alter von 57 Jahren überquerte Bruner mit seiner Frau und ein paar Freunden 1972 den Atlantik in einem Segelboot. In einem autobiographischen Essay von 1983 schreibt Bruner: „Ich glaube, ich hatte ein gutes Leben ... die Psychologie hat dabei sicher geholfen – Psychologie als Art, Fragen zu stellen, und nicht als eine Quelle der Weisheit“.

## Leistungen
Bruner lehrte Psychologie als Professor in Harvard (1952–1972), Oxford (1972–1980) und an der School of Law der New York University (seit 1980). Er war Mitbegründer des Center for Cognitive Research in Harvard und auch dessen Direktor.
Zusammen mit Leo Postman veröffentlichte er die Hypothesentheorie der sozialen Wahrnehmung, welche die soziale Determination der Wahrnehmung in den Mittelpunkt stellt und jeden Wahrnehmungsvorgang als Versuch der Bestätigung einer inneren Erwartung oder Hypothese auffasst. Mit einem Spezialgerät, dem Tachistoskop, haben sie gemessen, wie schnell man erkennt (oder versteht), was man sieht. Während die Versuchsperson in die Maschine blickt, erscheint auf einem kinoähnlichen Schirm ein Bild für die Dauer einer hundertstel Sekunde. Postman und Bruner stellten fest, dass die meisten Leute solche Dinge schneller erkannten, die sie bereits kannten und schätzten. Damit war um 1950 die Vorherrschaft des Behaviorismus (stimulus – response) in den USA gebrochen und der Weg für die Kognitive Wende gebahnt. Die von Bruner eingeleitete Richtung wurde später als „New Look“-Ansatz in der Psychologie bezeichnet.
In Anschluss führte Bruner die Forschungen Jean Piagets in die USA ein. Mit seinen eigenen Studien zur Entwicklungspsychologie hat er bahnbrechende wie umstrittene Theorien zur Entwicklung des Denkens und Sprechens vorgestellt. Mit seinen Studenten unternahm er in den 1960ern Feldforschungen an Kindern der Wolof im Senegal und an Inuits. Dabei zeigt er die Bedeutung der sozialen Umwelt für das Lernen auf, wie es Lew Wygotski angebahnt hatte.
So stellt er in seiner Theorie des Spracherwerbs (1983) die Bedeutung der Mutter-Kind-Interaktion im Spiel in der vorsprachlichen Phase für die Ausbildung logischer Strukturen im Denken wie der Subjekt-Objekt-Differenzierung heraus. Damit erweitert er Noam Chomskys Ansatz des angeborenen Spracherwerbssystems (LAD: Language Acquisition Device) um den eines elterlichen Spracherwerb-Unterstützungssystems (LASS: Language Acquisition Support System). Bruners Arbeiten im Bereich der Entwicklungspsychologie und des Spracherwerbs sind stark von der Rezeption des russischen Entwicklungs- und Sprachpsychologen Lew Wygotski beeinflusst. Ein Ergebnis war die Bildung einer neuen psychologischen Disziplin, der Kulturpsychologie.
Kritiker wenden ein, dass die vorgetragenen Fallbeispiele zu spezifisch seien und als solche nicht verallgemeinert werden könnten.
Die Menschen bilden nach Bruner Konzepte, um die Umwelt zu vereinfachen und herauszufinden, wie sie in dieser agieren sollen. Die Konzepte dienen auch zur Kategorisierung der Welt, wodurch diese vereinfacht und damit operationalisierbar wird. Infolge dieser Theorie erforschte Bruner unterschiedliche Arten von Konzepten sowie Strategien des Konzepterwerbs. Wenngleich seine Ergebnisse teilweise nur schwer für das Alltagsleben generalisierbar sind, so sind sie dennoch von systematischer Relevanz.
Bruner plädiert dafür, der „Bedeutung“ als einem zentralen psychologischen Konzept mehr Geltung zu verschaffen. Die Konstruktion von Bedeutung – damit ist die Frage gemeint, wie Menschen aus dem Durcheinander physikalischer Sinneseindrücke einen Sinn entwickeln – soll nach Bruner verstärkt erforscht werden. Die Bedeutung des Selbst im Kontext der Kultur greift Bruner in jüngeren Schriften ebenso auf. Eine Erklärung des menschlichen Zustandes kann keinen Sinn ergeben, „wenn sie nicht im Licht der Symbolwelt interpretiert wird, die die Grundlage menschlicher Kultur bildet“, schreibt Bruner 1990.

### Schulische Aspekte
In der Schulpraxis bekannt geworden ist Bruners Vorschlag, Lernstoff in Form eines Spiralcurriculums anzuordnen. Aber auch die Repräsentationsmodi (enaktiv = handelnd, ikonisch = bildhaft, symbolisch = sprachlich) sind auf ihn zurückzuführen, deren Entwicklung beim heranwachsenden Kleinkind er als Addition beschreibt. Auf diesen Repräsentationsmodi basiert das E-I-S-Schema, das in verschiedenen Didaktiken Anwendung findet. Anders als bei Piaget ist Lernen damit nicht an bestimmte Entwicklungs- und Altersstufen gebunden, so dass „jedem Kind auf jeder Entwicklungsstufe jeder Lehrgegenstand in einer intellektuell ehrlichen Form gelehrt werden kann“ (häufig zitierter, provokativer Satz aus Prozess der Erziehung. 3. Auflage. 1972, S. 44). Wirkungsvoll war sein Eintreten für Entdeckendes Lernen als Weg zum Wissenserwerb, das auch der Projektmethode die Tür öffnete. Er gilt dabei als Kontrahent von David Ausubel, der die Leistung eines Lehrers in Form von Anleitung und Erklärung (auch als Lehrervortrag) höher bewertet. Bruners Lerntheorie weist Anknüpfungspunkte mit einer konstruktivistischen Lerntheorie auf. Viele Kritiker sehen in seinen Ideen in der Praxis eine Überforderung der Lernenden.

## Auszeichnungen
- 1954: Mitglied der American Academy of Arts and Sciences
- 1982: Mitglied der American Philosophical Society
- 1987: Balzan-Preis für seine Beiträge zur Humanpsychologie
- 1998: Eleanor Maccoby Book Award in Developmental Psychology[11]
- 2003: Korrespondierendes Mitglied der British Academy
- 24 Ehrendoktorate (Stand: 2010)[12]

## Schriften
- A Study of Thinking (Social Science Classical Series). Wiley, New York 1956 (zusammen mit Jacqueline J. Goodnow und George A. Austin).
- The Process of Education, 1960, revised edition 1977, ISBN 978-0674710016. Deutsche Ausgabe: Der Prozeß der Erziehung (1970), 5. Aufl. Berlin-Verlag, Berlin 1980, ISBN 3-590-14104-2.
- Toward a theory of instruction, 1966. Deutsche Ausgabe: Entwurf einer Unterrichtstheorie. Berlin-Verlag, Berlin 1974, ISBN 3-590-14105-0.
- The many lives of Kiviok: traditional tales of the Netsilik Eskimos, Cambridge (Mass.) 1968.
- Child’s Talk. Learning to use Language (1983). Deutsche Ausgabe: Wie das Kind sprechen lernt, Verlag Hans Huber, Bern 1987, ISBN 3-456-83891-3.
- In search of mind. Essays in autobiography (1983). Deutsche Ausgabe: Das Unbekannte denken. Autobiographische Essays  Klett-Cotta, Stuttgart 1990, ISBN 3-608-95524-0.
- Actual Minds, Possible Worlds. Harvard University Press, Cambridge 1987, ISBN 0-674-00365-9.
- Acts of Meaning (1991). Deutsche Ausgabe: Sinn, Kultur und Ich-Identität. Zur Kulturpsychologie des Sinns. Carl-Auer-Verlag, Heidelberg 1997, ISBN 3-89670-013-8.
- The Culture of Education. Harvard University Press, Cambridge 1996, ISBN 0-674-17952-8.